# Mendesia sepulchrella
Mendesia sepulchrella is een vlinder uit de familie van de grasmineermotten (Elachistidae). De wetenschappelijke naam van de soort is voor het eerst geldig gepubliceerd in 1872 door Stainton.